# Heden al II-lea de Turingia
Heden (Hedan, Hetan II, supranumit cel Tânăr) (d. 741) a fost duce de Thuringia, începând din jurul anului 700 până la moarte.
Există două ipoteze cu părivire la originile sale, potrivit cărora Heden ar fi fost fiul al ducelui Gozbert de Thuringia cu Geilana, fie al lui Theotbald cu Bilihilda.
Una dintre sursele de bază pentru reconstituirea vieții lui Heden este Passio minor sancti Kiliani. În confirmitate cu aceasta, după ce "răzbunarea lui Dumnezeu" l-a lovit pe tatăl său Gozbert, Heden a fost alungat de la conducerea ducatului, iar mama sa Geilana a guvernat în calitate de ducesă (689). Mai tîrziu, devenit major, Hedan a revenit și a preluat conducerea Thuringiei, cândva înainte de anul 704. Ducatul asupra căruia Hedan și antecesorii săi au domnit era reprezentat de regiunea din jurul râului Main. Abia sub domnia lui Hedan, ducele a manifestat un interes crescând asupra teritoriilor dinspre răsărit, desemnate astăzi sub numele de Thuringia.
Ipotetica legătură a lui Hedan cu Bilihilda apare abia în secolul al XII-lea, în Vital Bilihildis, lucrare bazată pe izvoare anterioare, unde soțul acesteia figurează ca dux militum gentilis ... vocabulo Hetan. Pe de altă parte, Theotbald ar fi putut fi foarte bine unul dintre frații soției lui Heden, Theodrada, și să fi condus Thuringia ca predecesor al lui Hedan.
În vremea guvernării sale, neamurile thuringienilor s-au convertit la creștinism, ca urmare a activității misionare a Sfântului Bonifaciu. În 742 s-a constituit Dieceza de Erfurt. Sprijinul acordat noii religii de către duce și de soția sa Theodrada a fost decisiv. Într-o donație datată în 1 mai 704 în Würzburg (reședința sa), Hedan, cu consimțământul soției sale și al fiului său Thuring, ca și al magnaților franci Rocco și Doda, a conferit episcopului Willibrord așezările din Arnstadt (Arnestati), Mühlberg (Mulenberge) și Großmonra (Monhore). Un document data în 18 aprilie 716 sau 717, Hedan a extins donația sa anterioară prin acordarea de domenii ereditare pe râul Saale și la Hammelburg conților Cato și Sigeric, ca și nutricius-ului Ado și magnaților Adogoto și Hereric.
Prin soția sa, Hedan a avut legături cu familia Rodoin, ca și cu cea a ducelui Gundoin de Alsacia. De asemenea, el avea conexiuni și cu mănăstirea de Weißenburg din Alsacia, iar fiica sa Immina a fost trimisă la mănăstirea din Marienberg.